# Jocul secretelor
Jocul secretelor (2014) este un roman fantasy, pentru tineret al scriitoarei Adina Speteanu. Este al doilea volum al seriei Dincolo de moarte, care prezintă lupta dintre două popoare de nemorți, strigoii și vampirii. Acțiunea continuă din locul în care a fost abandonată de cartea precedentă, Destine pierdute, și prezintă pregătirile Nataliei pentru a deveni conducătoarea strigoilor.

## Intriga
Căutând printre fotografiile bunicii ei, Natalia descoperă că aceasta a fost femeia de care se îndrăgostise Dragoș în urmă cu zeci de ani. Finalul ratat al relației l-a determinat să iasă din nou la lumină și să-și dorească să distrugă lumea oamenilor și pe cea a strigoilor. Acum, după ce a aflat cine este Natalia, începe să-i atace sistematic pe cei din jurul ei, pentru a o face să sufere.
Singura soluție pe care o găsesc strigoii din Gardă este ca Aleasa să se mute în Strygorra, unde să înceapă antrenamentul menit să-i scoată la lumină puterile ascunse. Situația este dificilă - Natalia se rupe de familia ei și trebuie să facă față constant animozității lui Andrei, care-și proiectează asupra ei frustrările legate de propria sa viață dinainte de a deveni strigoi. Garda intră pe firul unei conspirații care pare să aibă legătură cu vampirii și-l convinge pe Mynas s-o prezinte poporului pe Aleasă.
Aflând despre acest lucru, Dragoș pune la cale un plan malefic: o răpește pe Natalia, pe care o substituie cu Vladimir - care i-a luat înfățișarea. La data ceremnoniei, Vladimir ar urma să-și reveleze adevărata înfățișare, iar Natalia să fie ucisă de Dragoș în fața strigoilor. Dar membrii Gărzii încep să suspecteze că lucrurile nu sunt în regulă în momentul în care comportamentul lui Vladimir contravine flagrant felului de a fi al Nataliei. La rândul ei, fata are parte de trista experiență de a-și întâlni vechiul prieten, pe Armand, transformat într-un vampir care nu-și mai amintește viața trecută. În ultima clipă, ea reușește să scape din mâna lui Dragoș și să-l demaște pe Vladimir.
Mynas își dă seama că nu mai poate tărăgăna lucrurile. Vampirii îi atacă la graniță, iar Aleasa trebuie protejată cu orice preț. Prin urmare, decide să-i cedeze acesteia locul la conducerea poporului nemorților. Acțiunea lui nu este singura care vine în sprijinul strigoilor: acestora li se alătură și câțiva vampiri care se retrăseseră demult în afara luptelor, scârbiți de mârșăviile lui Dragoș.

### Cuprins
| - Prolog - Jurnalul - Confesiuni - Atacul | - Strygorra - Antrenamente - Cadoul - Intrusul | - Resemnare - Schimbarea - Ceremonia |

## Personaje
| Oameni - Natalia - mama Nataliei - Maria (bunica Nataliei) - Vlad - Marius - Amanda | Strigoi - Mynis - Lorena - Andrei - Zero - Tudor - Bianca - Baltazar - Daryus - Elya | Vampiri - Dragoș - Vladimir - Armand - Vera - Dymas - Anna - Lyda - Mario - Crystal |

## Opinii critice
Jocul secretelor a fost considerat un roman mai bun decât precedentul volum, în primul rând datorită evoluției protagonistei dintr-o adolescentă obișnuită într-o „luptătoare în adevăratul sens al cuvântului”. La rândul său, Jurnalul unei cititoare consideră că „finalul e mai puțin abrupt, însă noile personaje care își fac apariția și noile intrigi care încep să pună lucrurile în mișcare te vor face să aștepți cu sufletul la gură următorul volum al seriei”.